# 成駒屋
成駒屋（なりこまや）は、歌舞伎役者の屋号。成駒家（なりこまや）は、その成駒屋から派生した歌舞伎役者の屋号。

## 解説

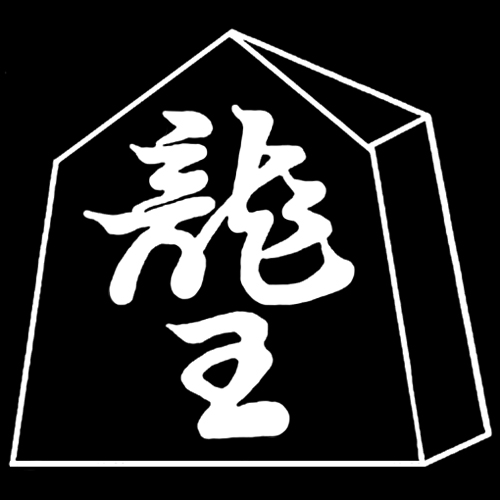
成駒柄

初代中村歌右衛門が、公私にわたって親交を暖めていた四代目市川團十郎から「成駒柄」の着物を贈られたことを記念して、四代目中村歌右衛門がそれまでの屋号だった加賀屋を改め、将棋の「成駒」に團十郎の「成田屋」をかけて、成駒屋としたのがその名の由来。
平成27年（2015年）四代目中村鴈治郎の襲名を機に四代目中村鴈治郎一門は屋号を成駒家に変更した。これはかつて上方の初代中村鴈治郎が東京の五代目中村歌右衛門に遠慮して自らは成駒家を名乗っていた時期があることを先例としたもの。
成駒屋と成駒家の代表的な名跡には以下のものがある。なお参考までに定紋も併せて記した。

## 成駒屋

### 宗家
| 屋号              | 名跡                             | 定紋                                | 定紋 | 備考                                  |
| ----------------- | -------------------------------- | ----------------------------------- | ---- | ------------------------------------- |
| なりこまや 成駒屋 | なかむら うたえもん 中村歌右衛門 | ぎおんまもり 祇園守（成駒屋祇園守） |      | 初代と三代目は加賀屋、 二代目は蛭子屋 |
| なりこまや 成駒屋 | なかむら しかん 中村芝翫         | ぎおんまもり 祇園守（成駒屋祇園守） |      | 二代目までは加賀屋                    |
| なりこまや 成駒屋 | なかむら ふくすけ 中村福助       | ぎおんまもり 祇園守（成駒屋祇園守） |      | 三代目までは加賀屋                    |
| なりこまや 成駒屋 | なかむら こたろう 中村兒太郎     | こたろうすずめ 児太郎雀             |      |                                       |

### 一門
| 屋号              | 名跡                           | 定紋                                | 定紋 | 備考               |
| ----------------- | ------------------------------ | ----------------------------------- | ---- | ------------------ |
| なりこまや 成駒屋 | なかむら はしのすけ 中村橋之助 | ぎおんまもり 祇園守（成駒屋祇園守） |      | 二代目までは加賀屋 |
| なりこまや 成駒屋 | はやし またいちろう 林又一郎   | はなびし みつちょう 花菱三つ蝶      |      |                    |

### 門弟筋
| 屋号              | 名跡                           | 定紋                                   | 定紋 | 備考                          |
| ----------------- | ------------------------------ | -------------------------------------- | ---- | ----------------------------- |
| なりこまや 成駒屋 | なかむら ふくのすけ 中村福之助 | ぎおんまもり 祇園守（成駒屋祇園守）    |      | 二代目までは加賀屋            |
| なりこまや 成駒屋 | なかむら うたのすけ 中村歌之助 | ぎおんまもり 祇園守（成駒屋祇園守）    |      | 初代は加賀屋、 三代目は新駒屋 |
| なりこまや 成駒屋 | なかむら がんじろう 中村鴈治郎 | いびし イ菱                            |      | 四代目は成駒家                |
| なりこまや 成駒屋 | なかむら かんじゃく 中村翫雀   | かんすずめのなかに かん 寒雀の中に翫   |      |                               |
| なりこまや 成駒屋 | なかむら せんじゃく 中村扇雀   | かんすずめのなかに おおぎ 寒雀の中に扇 |      | 三代目はのち成駒家            |
| なりこまや 成駒屋 | なかむら かずたろう 中村壱太郎 | かんすずめのなかに いち 寒雀の中に壱   |      | のち成駒家                    |
| なりこまや 成駒屋 | なかむら とらのすけ 中村虎之介 | かんすずめのなかに とら 寒雀の中に虎   |      | のち成駒家                    |
| なりこまや 成駒屋 | なかむら うめのすけ 中村梅之助 | ひだりまき みつふじどもえ 左巻三藤巴   |      |                               |
| なりこまや 成駒屋 | なかむら うたえ 中村歌江       | ぎおんまもり 祇園守（成駒屋祇園守）    |      | 初代ははじめ加賀屋            |

## 成駒家
| 家号              | 名跡                           | 定紋                                   | 定紋 | 備考       |
| ----------------- | ------------------------------ | -------------------------------------- | ---- | ---------- |
| なりこまや 成駒家 | なかむら がんじろう 中村鴈治郎 | いびし イ菱                            |      | 四代目から |
| なりこまや 成駒家 | なかむら せんじゃく 中村扇雀   | かんすずめのなかに おおぎ 寒雀の中に扇 |      | 三代目から |
| なりこまや 成駒家 | なかむら かずたろう 中村壱太郎 | かんすずめのなかに いち 寒雀の中に壱   |      |            |
| なりこまや 成駒家 | なかむら とらのすけ 中村虎之介 | かんすずめのなかに とら 寒雀の中に虎   |      |            |